# Risto Ryti
Risto Heikki Ryti, finski politik,  * 3. februar, 1889, † 25. oktober 1956.
Med letoma 1940 in 1944 je bil predsednik Finske. 

## Zgodnje življenje in kariera
Risto Ryti se je rodil v Huittinu, Satakunta. Imel je še 6 bratov. Njegova starša sta bila kmeta. Krajši čas se je izobraževal na gimnaziji Pori, nato so ga poučevali doma. Leta 1906 se je vpisal na univerzo v Helsinkih, kjer je študiral pravo. 
Diplomiral je jeseni leta 1909. Po končanem študiju se je seznanil z Alfredom Kordelinom, enim najbogatejših mož na Finskem. Ryti je postal Kordelinov odvetnik, sčasoma pa sta oba postala tesna prijatelja. Takrat se je odločil nadaljevati s študijem. Leta 1912 je postal magister prava.
Novembra 1917 sta bila Ryti in njegova žena Gerda priča umoru Kordelina iz strani ruskega boljševika. 